# Phoneyusa celerierae
Phoneyusa celerierae är en spindelart som beskrevs av Smith 1990. Phoneyusa celerierae ingår i släktet Phoneyusa och familjen fågelspindlar.
Artens utbredningsområde är Elfenbenskusten. Inga underarter finns listade i Catalogue of Life.